# Habo pingstkyrka
Habo pingstkyrka är en kyrkobyggnad i Habo i Sverige. Den tillhör Pingströrelsen, och nuvarande kyrkobyggnad invigdes den 11–12 oktober 1969, och renoverades 1995.

### Fotnoter
1. ↑  Hans-Evert Renerius (17 augusti 2018). ”Habo historia, forntid till nutid”. Hans-Evert Renerius webbplats. http://www.hansevertrenerius.com/historik_habo-historia-forntid-nutid.pdf. Läst 8 februari 2021.
2. ↑  ”Historia”. Pingstförsamlingen i Habo. Arkiverad från originalet den 19 augusti 2014. https://web.archive.org/web/20140819085857/http://www.pingstkyrkanhabo.se/joomla/index.php?option=com_content&view=article&id=85&Itemid=67. Läst 15 augusti 2014.